# Myrmechusa grandis
Myrmechusa grandis – gatunek chrząszcza z rodziny kusakowatych i podrodziny Aleocharinae.
Gatunek ten został opisany w 1938 roku przez Maxa Bernhauera, który jako miejsce typowe wskazał Kapangę w Lului.
Owad myrmekofilny, związany z mrówkami z podrodzaju Dorylus (Anomma).
Chrząszcz afrotropikalny, znany z Demokratycznej Republiki Konga, Konga i Angoli.